# Tetraopes melanurus
Tetraopes melanurus är en skalbaggsart som beskrevs av Carl Johan Schönherr 1817. Tetraopes melanurus ingår i släktet Tetraopes och familjen långhorningar. Inga underarter finns listade i Catalogue of Life.